# Tegnaby landskommun
Tegnaby landskommun var en tidigare kommun i Kronobergs län.

## Administrativ historik
Den 1 januari 1863 började kommunalförordningarna gälla och då inrättades cirka 2 500 kommuner (städer, köpingar och landskommuner), tillsammans täckande hela landets yta.
I Tegnaby socken i Konga härad i Småland inrättades då denna kommun. Landskommunen inkorporerade 1941 Hemmesjö landskommun och uppgick 1952 i Östra Torsås landskommun som sedan 1971 uppgick i Växjö kommun.

## Politik

### Mandatfördelning i Tegnaby landskommun 1946
| 3 | 7 | 5 | 1 |

| 14 |